# Факторалгебра
Факторалгебра — понятие в общей алгебре, определяемое следующим образом.
Пусть {\displaystyle \mathrm {A} } — алгебра над полем {\displaystyle \mathrm {K} } и {\displaystyle \mathrm {J} } — двусторонний идеал в алгебре {\displaystyle \mathrm {A} }. 
Рассматривая алгебру {\displaystyle \mathrm {A} } как кольцо, определим факторкольцо {\displaystyle \mathrm {A} /\mathrm {J} }, которое можно превратить в алгебру над {\displaystyle \mathrm {K} }, если определить в ней умножение на элементы поля {\displaystyle \mathrm {K} } по следующему правилу:
{\displaystyle k(a+\mathrm {J} )=ka+\mathrm {J} ,\quad \forall k\in \mathrm {K} ,\ \forall a\in \mathrm {A} }.
Построенная таким образом алгебра {\displaystyle \mathrm {A} /\mathrm {J} } называется факторалгеброй алгебры {\displaystyle \mathrm {A} } по идеалу {\displaystyle \mathrm {J} }.

## Пример
Важный пример факторалгебры (в алгебре формальных степенных рядов от нескольких переменных) связан с определением кратности критической точки гладкой функции.

## Связанные определения
Каноническим гомоморфизмом для алгебры {\displaystyle \mathrm {A} }, связанным с данным идеалом {\displaystyle \mathrm {J} }, для которого определена факторалгебра {\displaystyle \mathrm {A} /\mathrm {J} }, называется гомоморфизм {\displaystyle \mathrm {A} \to \mathrm {A} /\mathrm {J} } с ядром {\displaystyle \mathrm {J} }, определённый формулой {\displaystyle a\mapsto a+\mathrm {J} ,\ \,\forall a\in \mathrm {A} }.